# Елекція вільна поголовна

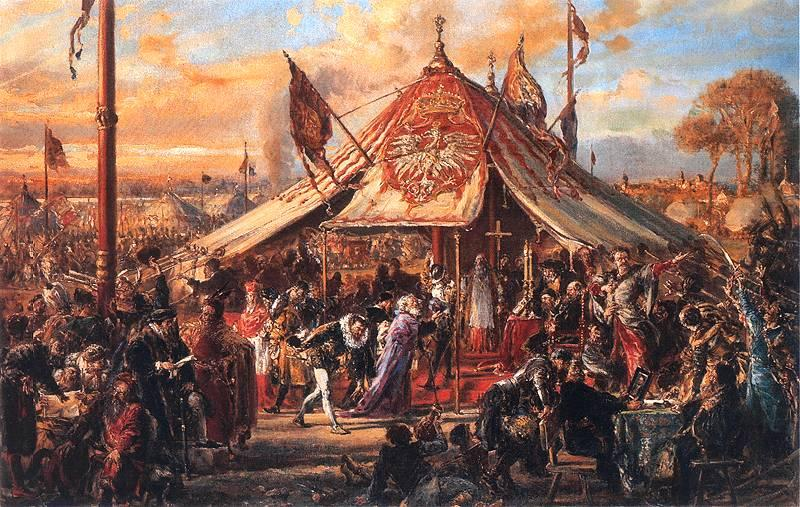
Ян Матейко, Золота вольність, Еклекція

Елекція вільна поголовна або Вольна Еклекція (пол. Elekcja wolna viritim) — таку назву мав сейм Речі Посполитої, на якому обирали короля Речі Посполитої й одночасно Великого князя Литовського та Великого князя Руського. 
Ця назва походить від однойменної назви принципу, що у часи виборної монархії (1573–1791) змінив інший принцип — elekcja vivente rege, згідно з яким вибори нового короля відбувалися за життя його попередника, співправителем якого та/чи спадкоємцем якого ставав новий король. Так, 1529 року, за життя польського короля та великого князя литовського Сигізмунда I Старого (1467–1548) його наступником — польським королем та великим князем литовським — було проголошено його сина — Сигізмунда Августа. Проти цього гостро протестувала Шляхта, яка побоювалася встановлення в країні спадкової монархії і вважала своїм природним правом вільне обирання польського короля. Однак Сигізмунд I Старий шляхом поступок шляхті все-таки зміг короновувати сина 1530. Та після смерті Сигізмунда II Августа в 1572 році, який не мав потомків, і отже, був останнім з династії Ягеллонів, при обранні нового короля (ним став Генріх Валуа) шляхта досягла своєї мети.

## Процедура
1. Початок міжкоролів'я - після смерті або зречення короля існував період міжкоролів'я, і владу на цей час перебрав інтеррекс, який був першим сенатором та примасом Речі Посполитої.
2. Конвокаційний сейм - Примас відразу після початку періоду міжкоролів'я був зобов’язаний скликати Сейм Конвокаційний, де розроблялись Pacta conventa, та на якому мали бути затвердженні правила, за якими буде обраний майбутній король. Дата і місце виборів також затверджувались на цьому сеймі. Як правило, сейм тривав близько двох тижнів.
3. Елекційний сейм - тобто самі вибори короля. Кожен шляхтич Речі Посполитої мав право відвідати цей сейм і проголосувати на ньому. Точна кількість учасників ніколи не записувалася, за приблизними підрахунками брало участь від 10 000 до понад 100 000 шляхтичів. Зазвичай близько 10-15 тисяч. Весь Сейм тривав бл. шість тижнів. Місцем проведення виборів було село Воля поблизу Варшави. Кандидати, що заявили про свою готовність стати королем особисто або через своїх представників (особливо для іноземців) виступали перед виборцями. Після обрання короля Речі Посполитої скликався коронаційний сейм.
4. Коронаційний сейм - проходив у Кракові, де традиційно проводився ритуал коронації (від цього звичаю двічі відмовлялись у період вільних виборів). Обряд проводив, як правило, предстоятель католицької церкви у Речі Посполитій. Сейм тривав близько двох тижнів. Під час сейму обраний король виконував необхідні виборчі формальності, обіцяв дотримуватися Генрікських статей та узгодженого pacta Conventionta. Після цього відбувся триденний ритуал коронації у Вавельському соборі.

За умовами Елекції вільної поголовної деталі майбутніх виборів спочатку обговорювалися на конквокаційному сеймі, а потім оголошувався власне елекційний сейм, у якому брали участь не лише сенатори та земські посли, а й уся шляхта (поголовно; лат. viritim) й делегати від деяких міст. Вибори відбувалися неподалік від Варшави поблизу села Воля. Місце зібрання — «коло» оточували ровом та валом. Поруч з «колом» ставили великий намет — шопу, де радилися сенатори й земські посли в присутності примаса — архієпископа Гнєзненського, який був главою католицької церкви Речі Посполитої і в період безкоролів'я виконував функції глави держави (див. Інтеррекс). Шляхта голосувала воєводствами в присутності земських послів, останні мали передавати результати волевиявлення шляхти сенаторам. Керував сеймом маршалок, якого спеціально обирав сейм для того, щоб оголошувати вибір короля, і який під час свого обрання присягався, що не підпише виборчого диплома в разі, коли елекція не буде здійснена при «згоді всіх і кожного зокрема». Новооголошеного маршалком короля номінував далі примас. Загалом відбулося 10 елекцій вільних поголовних (1573, 1575, 1587, 1632, 1648, 1669, 1674, 1697, 1733, 1764). Елекція вільна поголовна була скасована Конституцією 3 травня 1791.